# Liliana Yambrún
Liliana Patricia Yambrún (nascida a 13 de outubro de 1957), é uma política argentina, que serve atualmente como Deputada Nacional, representando a Província de Buenos Aires. Membro do Partido Justicialista, Yambrún foi eleita em 2019, para a Frente de Todos. Anteriormente, trabalhou no governo municipal de La Matanza, como secretária particular durante a presidência de Verónica Magario.
Nascida em Buenos Aires, Yambrún é divorciada e tem dois filhos. Ela concorreu a um lugar na Câmara Municipal de La Matanza nas eleições de 2015, como parte da Frente para a Vitória. Depois, concorreu a uma cadeira na Câmara de Deputados da Argentina, nas eleições legislativas de 2019; foi a 10.ª candidata na lista da Frente de Todos na Província de Buenos Aires. A lista recebeu 51,64% dos votos, o suficiente para Yambrún ser eleita.
Como deputada nacional, Yambrún integrou as comissões parlamentares de Relações Externas e Culto, Mercosul, Liberdade de Expressão, Família e Infância, Comunicações e Assuntos Municipais. Ela apoiou o projecto de lei de Interrupção Voluntária da Gravidez de 2020, que legalizou o aborto na Argentina.